# Cincinnulus calypogeia
Cincinnulus calypogeia là một loài rêu tản trong họ Calypogeiaceae. Loài này được (Raddi) K. Müller miêu tả khoa học lần đầu tiên năm 1902.